# ده حصار (تاجیکستان)
دِهِ حِصار یک منطقهٔ مسکونی در تاجیکستان است که در ولایت سغد واقع شده‌است.